# Katherine Nye
Pour les articles homonymes, voir Nye.
Katherine Elizabeth Nye, née Vibert le 5 janvier 1999 à Bowlegs (Oklahoma), est une haltérophile américaine, vice-championne en moins de 76 kg aux Jeux olympiques de 2020.

## Carrière
Aux Championnats panaméricains 2019, elle est triple médaillée d'or dans la catégorie des moins de 71 kg à Guatemala. Elle est ensuite médaillée de bronze au total aux Jeux panaméricains de 2019 à Lima dans cette même catégorie.
Aux Championnats du monde 2019, elle réalise 112 kg à l'arraché puis 136 kg à l'épaulé-jeté, ce qui lui permet de rafler l'or sur les deux épreuves ainsi que sur le total. Elle devient la plus jeune américaine à remporte un titre mondial en haltérophilie et la première depuis Robin Goad en 1994. Aux Championnats panaméricains 2020, elle est triple médaillée d'argent dans la catégorie des moins de 76 kg à Saint-Domingue.
Deux ans plus tard aux Jeux olympiques d'été de 2020, elle remporte la médaille d'argent en moins de 76 kg derrière l'Équatorienne Neisi Dajomes.